# The Dark Knight Rises
The Dark Knight Rises är en amerikansk superhjältefilm som hade biopremiär i USA den 20 juli 2012 och som är regisserad av Christopher Nolan, som skrev manuset tillsammans med sin bror Jonathan Nolan. Filmen är den tredje delen i Nolans Batman-filmserie och följer Batman Begins (2005) och The Dark Knight (2008). The Dark Knight Rises är avsedd att vara seriens avslutning. Christian Bale, Michael Caine, Gary Oldman och Morgan Freeman repriserar sina roller från Batman Begins och The Dark Knight. Filmen utspelar sig åtta år efter händelserna i The Dark Knight och introducerar karaktärerna Selina Kyle, Bane och Miranda Tate — porträtterade av Anne Hathaway, Tom Hardy och Marion Cotillard.
Nolan var från början tveksam till att återvända till serien för en andra gång, men gick med på att komma tillbaka efter att han arbetat fram ett manus med sin bror Jonathan och David S. Goyer som han kände skulle avsluta serien på ett tillfredsställande sätt. Inspelningen ägde rum på olika platser, däribland Jodhpur, London, Nottingham, Glasgow, Los Angeles, New York, New Jersey, Pittsburgh och inuti Trump Tower på Manhattan. Nolan utnyttjade IMAX-kameror så mycket som möjligt för att optimera kvaliteten på bilden. Liksom med The Dark Knight, sattes virala marknadsföringskampanjer igång tidigt under produktionen för att hjälpa till att promota filmen. När inspelningen avslutades, lanserade Warner Bros. promotionella webbplatser, släppte de första sex minuterna av filmen samt trailers. De sände även slumpmässiga delar av information beträffande filmens handling till olika företag.
The Dark Knight Rises hade premiär den 16 juli 2012 i New York. Filmen släpptes i Australien och Nya Zeeland den 19 juli 2012, och i Nordamerika och Storbritannien den 20 juli samma år. I Sverige hade filmen biopremiär den 25 juli 2012, men visades föregående dag på utvalda biografer, och mottog mestadels positiv kritik. Under en midnattsvisning av filmen i Aurora, Colorado, öppnade en tungt beväpnad man eld inuti biografen, och dödade 12 personer samt skadade 58 andra, vilket ledde till internationell nyhetsbevakning.
Filmen har blivit en stor succé på biograferna och efter en och en halv månads speltid världen över, hade filmen nått den magiska gränsen en miljard amerikanska dollar i inspelade pengar.. The Dark Knight Rises är den mest framgångsrika Batman-filmen någonsin och den sjunde mest inkomstbringande filmen genom tiderna.
Filmen var 2012 års tredje mest besökta biofilm i Sverige efter Skyfall och Hobbit: En oväntad resa, trots att filmen i Sverige hade 11-
årsgräns. Totalt sågs The Dark Knight Rises av 717.958 besökare på de svenska biograferna.

## Handling
Åtta år har passerat sedan händelserna i The Dark Knight. I ett svepande drag attackerar Bane (Tom Hardy) och League of Shadows ett flygplan tillhörande CIA och kidnappar fången dr. Leonid Pavel (Alon Moni Aboutboul) och för bort honom medan resten av flygbesättningen dör.
I Gotham City är fred ett faktum. Dent Act, uppkallad efter Harvey Dent, har all organiserad brottslighet brutits ner och fångarna är inlåsta i Blackgate Prison. På Wayne Manor hålls en årlig gala för att hedra den stupade Harvey Dent. Polischef James Gordon (Gary Oldman), i sin skam över Batmans agerande att ta på sig de brott Harvey Dent utförde, planerar att gå ut med allt men bestämmer sig att det är inte rätt tid. En sliten Bruce Wayne (Christian Bale) finner en snokande Selina Kyle (Anne Hathaway) som stulit Waynes mors halsband. Kyle flyr och smiter iväg med en kongressledamot som hon sedan kidnappar. Wayne undersöker saken djupare och inser att Kyle var ute efter hans fingeravtryck och inte halsbandet. Han konfronterar Kyle och tar tillbaka halsbandet under en välgörenhetsgala som Miranda Tate (Marion Cotillard) arrangerat.
Kyle tar fingeravtrycken till en köpare och överlistar dem när de förråder henne. Polisen stormar baren där de befinner sig och en av bovarna flyr ner i kloakerna. Gordon och tre andra tar sig ner men blir överrumplade och Gordon blir förd till Bane som gömmer sig med sina hantlangare. Gordon lyckas fly men blir skjuten och Bane får tag på det tal som Gordon skrivit och lär sig sanningen om Dent och Batman. Poliskonstapel Robin John Blake (Joseph Gordon-Levitt) finner till slut den skadade Gordon och för honom till sjukhuset. Nästa dag besöker Blake Bruce Wayne och avslöjar att han förstått att Wayne är Batman. Han säger till att Gordon anser att ni Batman måste komma tillbaka. Wayne i rånarluva besöker Gordon samma natt där han börjar överväga att komma tillbaka. När Bane attackerar Gothams aktiebörs tvingas Batman fram igen, och konfronterar Kyle när hon konfronterar John Daggett (Ben Mendelsohn), mannen som ville åt Waynes fingeravtryck i utbyte mot ”Clean Slate”, ett dataminne som kan radera ut ens brottsregister. För att förhindra ett övertagande av Wayne Enterprises av Daggett avslöjar Wayne och Lucius Fox (Morgan Freeman) för Miranda Tate att hennes ”Ren Energi”-projekt byggdes men lades ner på grund av risken att den kunde modifieras till en neutronbomb.
Wayne listar ut att Kyle vet var Bane gömmer sig och i utbyte mot Clean Slate tar hon honom till Bane, men där blir han lurad och allvarligt skadad av Bane som skadar Waynes rygg och för bort honom till ett utländskt fängelse som är omöjligt att fly ifrån. Kyle försöker lämna Gotham men fångas i sista stund av Blake och förs till Blackgate. I Gotham lyckas Bane lura ner hela Gothams poliskår under jorden där han detonerar flera bomber som ligger förseglade i väggar byggda av Daggetts byggimperium. Även Gothams fotbollsarena förstörs där borgmästaren Anthony Garcia (Nestor Carbonell) dör samt alla broar till och från Gotham kollapsar. På planen avslöjar Bane en modifierad bomb som ursprungligen kommer ifrån Tates ”Ren Energi”-projekt och som aktiverats under tvång av Fox, Tate och styrelsemedlemmen Fredericks (John Nolan). Dr Leonid Pavel är den enda som kan avaktivera den men Bane bryter hans nacke för att försäkra sig att bomben detonerar. Folket i Gotham tvingas leva i misär under Banes styre där rättegångar mot de rika hålls med dr. Jonathan Crane (Cillian Murphy) som domare. Alla överlevande och icke-infångna poliser blir efterlysta, bland annat Gordon och Blake. Bane lyckas även stjäla artilleri från Wayne Enterprises, inkluderat tre Tumblers, som använts som Batmobile tidigare, och håller folket i schack.
Waynes rygg läker sakta med hjälp av en doktor, som berättar att barnet till Ra's al Ghul, den nu döda ledaren över League of Shadows, lyckats fly ifrån fängelset, men att den historien är förbjuden att berättas här. Wayne tror att Bane är Ra's al Ghuls barn. Efter flera månaders rehabilitering och försök lyckas Wayne äntligen fly ifrån fängelset och återvänder hem till Gotham där han med hjälp av Kyle befriar Fox som skapar en apparat som blockerar avtryckarens signal till bomben. Batman befriar Gordon och tillsammans med Blake resten av poliskåren, som marscherar mot stadshuset där Bane håller sig gömd. Batman och poliskåren konfronterar League of Shadows, där Batman och Bane slåss. Batman slår ner Bane men Tate knivhugger Batman och avslöjar sig som Talia al Ghul, Ra's al Ghuls dotter, det var hon och inte Bane som flydde ifrån fängelset, men Bane var hennes beskyddare under tiden hon växte upp i fängelset. Talia åker med en annan medlem iväg för att stoppa Gordon från att stoppa lastbilen med bomben. Kyle dödar Bane och attackerar tillsammans sedan konvojen med bomben. Batman i sin farkost skjuter ner lastbilen med Talia i som sedan dör när hon berättat för Batman och Gordon att hon lyckats uppfylla sin fars sista uppdrag, att förinta Gotham. Batman fäster bomben i sin farkost för att flyga iväg med bomben över havet långt ifrån Gotham. Innan han ger sig iväg ger han Gordon en hint vem han är, och Gordon förstår direkt att Bruce Wayne varit Batman hela tiden. Bomben exploderar långt bort och alla tror att Batman dog i explosionen.
Tillsammans lyckas Gordon, Alfred, Fox och Blake dödsförklara Wayne, men avslöjar inte honom som Batman för omvärlden. Wayne Manor görs om till ett barnhem, Bat-Signalen görs om till Gordons lycka. Efter en omtitt i programmeringen upptäcker Fox att Wayne lagade farkostens trasiga autopilot. Blake får koordinater till en okänd plats. Alfred åker till Florens, Italien för att besöka en restaurang som han ofta besökte medan Wayne var borta och tränade med Ra's al Ghul. Till sin stora förvåning ser han en livs levande Bruce Wayne tillsammans med Selina Kyle sittande på andra sidan restaurangen. De nickar mot varandra och Alfred i sin vetskap att Wayne överlevt och är lycklig går därifrån. Blake upptäcker att koordinaterna ledde honom till en grotta och vid hans ankomst startar Bat-Cave upp sig.

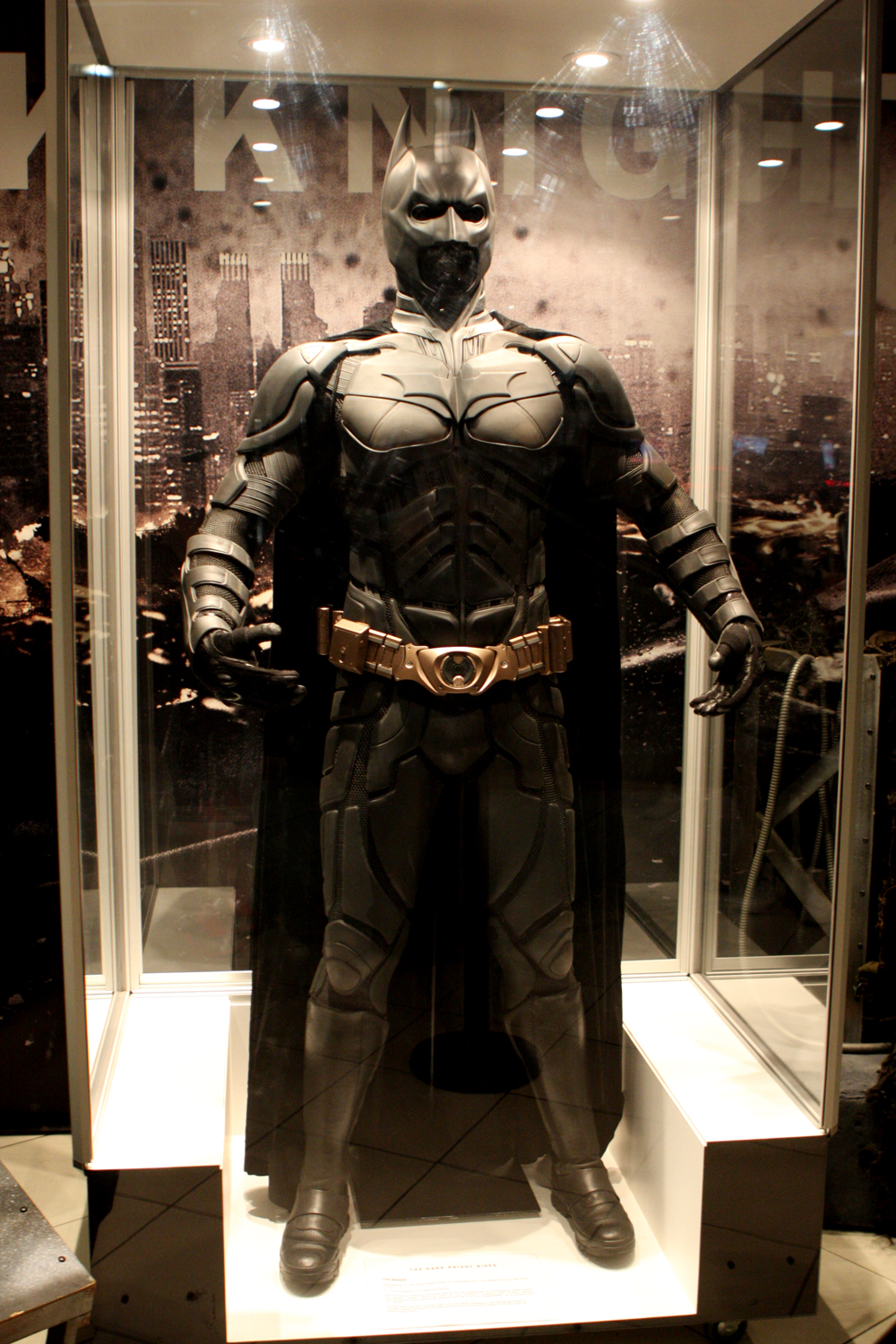
Modell av Batman under premiären i Sydney.

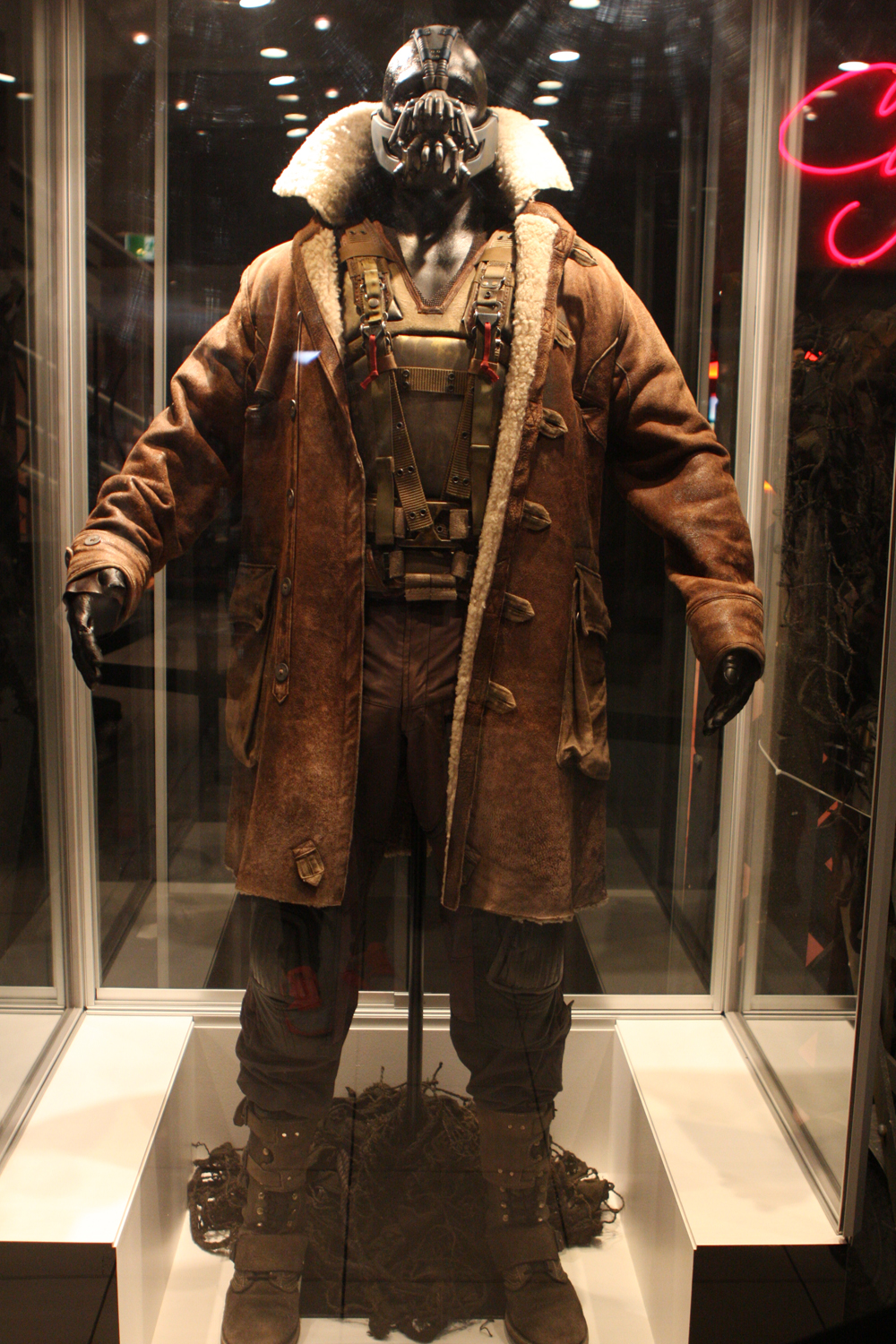
Modell av Bane under premiären i Sydney.

## Rollista
- Christian Bale – Bruce Wayne / Batman
- Michael Caine – Alfred Pennyworth
- Gary Oldman – Polismästare James Gordon
- Anne Hathaway – Selina Kyle / Catwoman
- Tom Hardy – Bane
- Marion Cotillard – Miranda Tate / Talia al Ghul
- Joseph Gordon-Levitt – Kriminalassistent Robin John Blake
- Morgan Freeman – Lucius Fox
- Matthew Modine – Biträdande kommissarie Peter Foley
- Ben Mendelsohn – John Daggett
- Burn Gorman – Philip Stryver
- Alon Moni Aboutboul – Dr. Leonid Pavel
- Juno Temple – Jen
- Daniel Sunjata – Kapten Mark Jones
- Chris Ellis – Fader Reilly
- Tom Conti – Fånge
- Nestor Carbonell – Borgmästare Anthony Garcia
- Brett Cullen – Kongressledamot Byron Gilley
- Aidan Gillen – CIA-agent Bill Wilson
- Josh Stewart – Barsad
- John Nolan – Douglas Fredericks
- Cillian Murphy – Dr. Jonathan Crane / Scarecrow
- Liam Neeson – Ra's al Ghul
- Josh Pence – Ra's al Ghul som ung

Cillian Murphy repriserar sin roll som dr. Jonathan Crane / Scarecrow från de tidigare filmerna. Josh Pence och Liam Neeson syns båda som Ra's al Ghul, ledaren för League of Shadows; Pence spelar en yngre version av karaktären i scener som utspelar sig 30 år före händelserna i Batman Begins, medan Neeson repriserar sin Batman Begins-roll i ett cameo-framträdande. I andra roller syns Nestor Carbonell, som repriserar sin roll som borgmästare Anthony Garcia; Alon Moni Aboutboul som dr. Leonid Pavel, en rysk kärnfysiker; Juno Temple som Jen, vän och medhjälpare till Selina Kyle; Matthew Modine som biträdande kommissarie Peter Foley; Ben Mendelsohn som Bruce Waynes företagskonkurrent John Daggett med Burn Gorman som hans assistent Philip Stryver; Brett Cullen som en kongressledamot; John Nolan repriserar sin roll som styrelsemedlemmen Fredericks från Batman Begins; Chris Ellis som  prästen fader Reilly; Aidan Gillen som en CIA-agent; Rob Brown som en GCPD-polis; Josh Stewart som Banes högra hand Barsad och Christopher Judge som en annan av Banes kamrater. William Devane spelar USA:s president. Tom Conti spelar en fånge. Desmond Harrington gör ett cameo-framträdande som en annan polis i filmen. Joey King som unga Talia al Ghul. Aaron Eckhart uttryckte stor entusiasm angående att återvända för en uppföljare om han skulle bli tillfrågad, men berättade senare att Nolan verifierade att hans karaktär, Harvey Dent, är död, och endast arkivmaterial av Eckhart från The Dark Knight används i filmen.
Ett flertal medlemmar av Pittsburgh Steelers gör cameo-framträdanden som medlemmar i det fiktiva amerikanska fotbollslaget Gotham Rogues i filmen, däribland Ben Roethlisberger, Hines Ward, Troy Polamalu, Willie Colon, Maurkice Pouncey, Mike Wallace, Heath Miller, Aaron Smith, Ryan Clark, James Farrior, LaMarr Woodley och Casey Hampton, samt den före detta Steelers-coachen Bill Cowher som coachen för Rogues. Pittsburghs borgmästare Luke Ravenstahl medverkar som kicker för Rogues motståndare, Rapid City Monuments. 2008 sålde Rooney-familjen en minoritetsandel av laget till Thomas Tull, VD och ägare av Legendary Pictures, som producerar The Dark Knight Rises. USA-senatorn Patrick Leahy, som även gjorde cameo-framträdande i The Dark Knight, återvände för ännu en cameo i The Dark Knight Rises, som en styrelseledamot i Wayne Enterprise. Thomas Lennon, som hade en cameo som en doktor i Memento, har även i denna en cameo som en doktor.

## Mottagande
The Dark Knight Rises har mottagit mestadels positiva recensioner från kritiker; den har 87 procent på recensionssidan Rotten Tomatoes, baserat på 82 recensioner. Metacritic, en annan webbplats som samlar recensioner, tilldelade filmen ett medelbetyg på 80 (av 100) baserat på 21 recensioner från kritiker, vilket anses som "Generellt positiva recensioner." The Daily Telegraph belönade filmen med högsta betyg; fem stjärnor, och sa att det är "en superhjältefilm utan en superhjälte," och jämförde den med Gudfadern del II och prisade Hardys prestation samt filmens intrikata handling och berättande. IGN gav filmen 9 av 10, och tyckte att filmen var mer lik Batman Begins än trilogins andra del, The Dark Knight, i ton och tema, men beskrev även Bane som "lite mindre intressant att titta på" än Ledgers Joker, trots att de prisade hans "hotfulla röst" och "kroppsspråks-drivna prestation". The Guardian gav filmen fyra av fem stjärnor, och kallade den för en film av "granit, monolitisk intensitet", trots att de kallade den för en "överdriven, illavarslande affär". Roger Ebert gav filmen tre stjärnor, och nämnde att "Filmen börjar långsamt med en grumlig handling och för många nya karaktärer, men bygger upp till ett sensationellt klimax."
Filmen har fått överväldigande recensioner i Sverige. Aftonbladet tilldelade filmen 4 plus av 5 möjliga, och kallade filmen "Underhållande och effektfullt, spännande och explosivt". De lovordade Anne Hathaway som "den bästa Catwoman någonsin", och kallade henne "Gothams motsvarighet till Han Solo." Även Tom Hardy prisades för sin prestation. Recensionssidan MovieZine gav filmen 4 av 5, och skrev följande, "Efter en seg startsträcka kallar [Nolan] in det tunga artilleriet, och ger oss Batman-fans en bombastisk final som vi sent ska glömma." I Göteborgs-Posten tilldelades filmen maximala 5 av 5 fyrar. "Det går år 2012 inte att komma längre i actionfilmteknikväg än vad Christopher Nolan gör", skriver tidningens filmexpert Mats Johnson.
Expressen gav filmen 4 av 5 getingar. "En elegant final", skrev Ronnit Hasson i sin recension och prisade särskilt Christian Bale, Anne Hathaway och Michael Caine för deras rollprestationer. Dagens Nyheter belönade, liksom Göteborgs-posten, filmen med högsta betyg, 5 av 5. "Christopher Nolan har skapat ett svindlande storstadsäventyr som slår all annan superhjälteaction. En trilogi av samma dignitet som 'Sagan Om Ringen'." Filmjournalisten Ronny Svensson gav filmen högsta betyg, 5 av 5 solar, i TV4 Nyhetsmorgon. I Borås Tidning skriver Mats T Olsson att "det är värt intet annat än den största respekt, och högsta betyg." Filmen har flera gånger dykt upp på listor över decenniets bästa filmer
Filmen blev omedelbart en stor succé på de svenska biograferna och gick rätt in på Biotoppens förstaplats. Under första veckan lockade filmen hela 230 000 besökare till biosalongerna i Sverige. "Vi blev lite överraskade av att den förra filmen gick så bra så den här gången var vi bättre förberedda med antal salonger och stolar. Och det har gått mer än 60 procent bättre. 'The Dark Knight Rises' blir sommarens mest sedda film, garanterat", säger Per Mårtensson, bokningschef på SF bio.
Efter tio dagar på de svenska biograferna hade The Dark Knight Rises setts av 423 716 besökare.
Filmen blev en stor succé på de svenska biograferna och sågs av totalt 717 958 besökare. The Dark Knight Rises var med de siffrorna 2012 års tredje mest besökta biofilm i Sverige. Föregångaren The Dark Knight sågs av totalt 536 490 besökare 2008.